# Heinrich Josef König

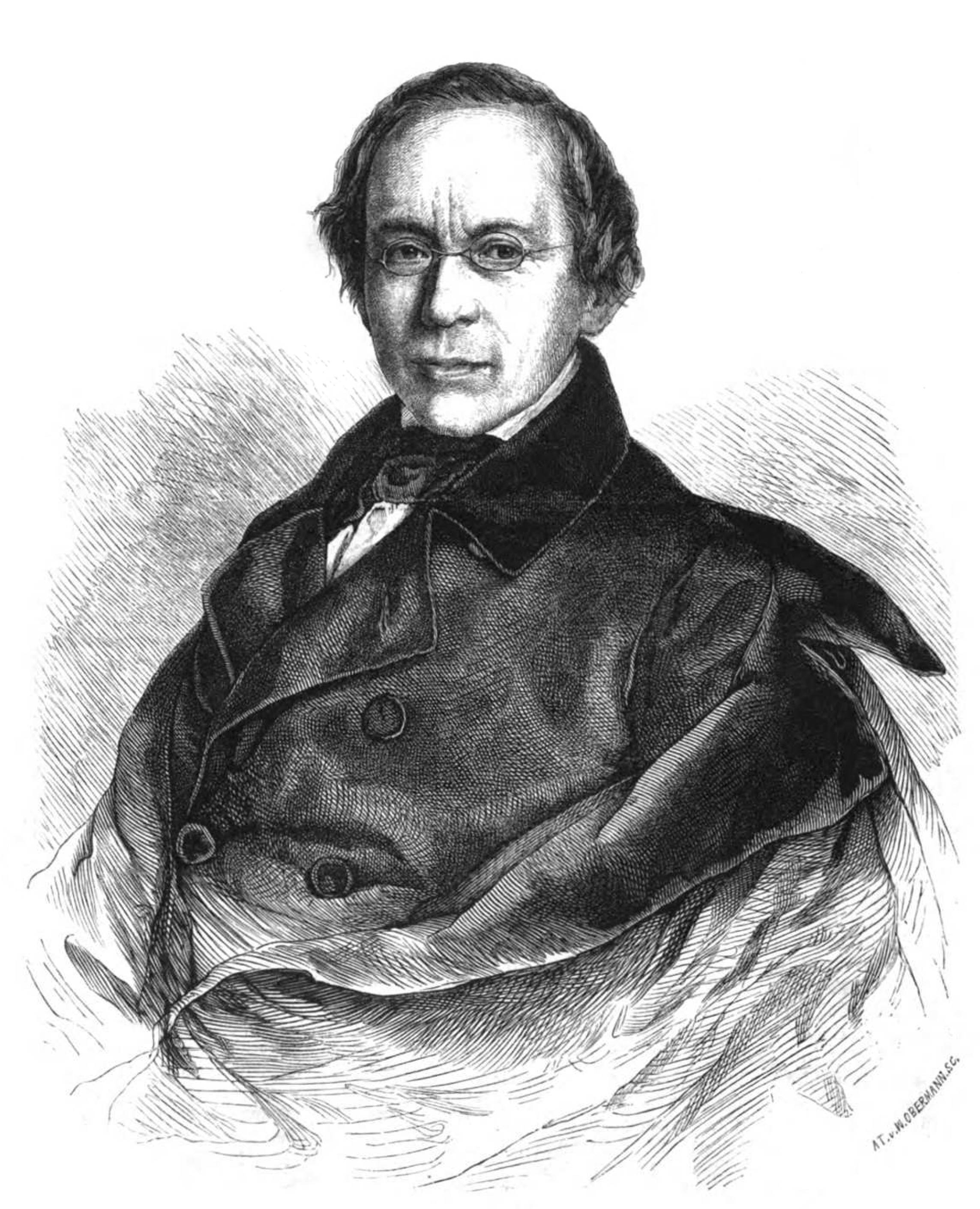
Heinrich Josef König, 1855. Grafik von W. Obermann.

Heinrich Josef König (auch Heinrich Koenig) (* 19. März 1790 in Fulda; † 23. September 1869 in Wiesbaden) war ein deutscher Autor, Literatur- und Kulturhistoriker.

## Leben
König war der Sohn von Johann Georg König, eines zum Fuldaer Militär gezogenen Bauernsohnes gebürtig aus Schweben (Flieden), der bei der Belagerung von Mainz 1792 an Fieber verstarb. König besuchte die Stadtschule in Fulda, ab 1802 das städtische Gymnasium und danach das Lyzeum der Jesuiten. 1810 heiratete er überstürzt Franziska Follenius, Tochter des Staatsprokurators Georg Leonhard Follenius, da sie schwanger war. Das erste Kind, ein Junge starb nach der Geburt. Durch Vermittlung von Graf Bentzel-Sternau erhielt er im gleichen Jahr eine Stelle als Hilfsschreiber beim Magistrat der Stadt Fulda und wurde 1813 zum Distriktskontrolleur für das Amt Burghaun befördert, 1816 wurde er Regierungssekretär der Finanzen und kam als solcher 1819 an die Rentkammer nach Hanau.
Wegen religionskritischer Aufsätze wurde er 1831 vom Fuldaer Bischof Pfaff exkommuniziert. In einer politischen Denkschrift (Leibwacht und Verfassungwacht, Hanau 1831) schlug er die Bildung einer Volksmiliz zum Schutz der Verfassung vor. Er wurde mehrfach in die kurhessische Ständeversammlung gewählt und musste zweimal deren Auflösung durch die hessische Regierung erleben. 1839 wurde er gegen seinen Wunsch als Obergerichtssekretär nach Fulda versetzt. 1847 ließ er sich pensionieren und zog im Jahr darauf nach Hanau, war aber weiter politisch aktiv und wird als Abgeordneter der Landgemeinden in die hessische Kammer in Kassel gewählt. 1848 war er Mitglied des Vorparlaments. Nach dem Tode seiner Tochter lebte er ab 1860 in Wiesbaden.
Seine erste Frau war 1835 an Schwachsinn gestorben. Er heiratete darauf 1836 Minna Leißler, Tochter eines Hanauer Teppichfabrikanten. Aus der ersten Ehe hatte er eine Tochter, aus der zweiten einen Sohn, der aber schon 1841 starb.

## Literarische Arbeiten
Seit der Zeit in Hanau stand König mit den Vertretern des Jungen Deutschland in Verbindung, veröffentlichte in deren Zeitschriften, so in Mundts „Freihafen“, in Lewalds, später Kühnes „Europa“, in Laubes „Zeitung für die elegante Welt“ und in Gutzkows „Deutscher Revue“, dem „Telegraph“ und  dem „Literaturblatt zum Phönix“ und pflegte freundschaftliche Beziehungen zu Dichtern des Vormärz wie Varnhagen, Wienbarg, Grabbe, Bechstein und Dingelstedt. Daher wurde er zeitweise zum Jungen Deutschland gerechnet, obwohl in von dessen Vertretern eine halbe Generation trennte und seine Ansichten was Liebe, Ehe und Emanzipation betraf, ganz andere als die der Jungdeutschen waren, auch wenn er mit diesen, was die Ablehnung staatlicher und kirchlicher Bevormundung und Zensur betraf, mit ihnen ganz einig war.
König war ein sehr produktiver Autor. Nach unbedeutenden Anfängen im dramatischen und lyrischen Bereich wurde er vor allem bekannt durch genau recherchierte und mit zahlreichen kulturgeschichtlichen Details angereicherte historische Romane, weshalb er sogar der „hessische Scott“ genannt wurde. Die behandelten Epochen reichten vom antikirchlichen Waldenser-Roman über die Zeit William Shakespeares bis zur napoleonischen Ära und der Zeit der Befreiungskriege, die er in mehreren mehrbändigen Romanen behandelte (Die Clubisten in Mainz, König Jerômes Carneval, Von Saalfeld bis Aspern). Zu erwähnen sind auch seine historischen Schriften, darunter seine biographischen Arbeiten über Georg Forster und Rudolf Eickemeyer, für die er den Ehrendoktor der Universität Marburg erhielt, sowie seine autobiographischen Schriften.

## Wirkung
Im 19. Jahrhundert war König ein anerkannter, vielgelesener Autor, sein Waldenser-Roman wurde von den Kritikern Heinrich Kurz und Rudolf Gottschall hoch gepriesen und von deutschen Polizeibehörden wurde er „die talentvollste Koryphäe des Jungen Deutschland“ genannt, wenn man denn Polizeibehörden literarische Kompetenz zumessen will. Richard Wagner plante, den Stoff von Königs Die hohe Braut zu einer Oper zu gestalten und verfasste ein entsprechendes Libretto (Bianca und Giuseppe oder: Die Franzosen vor Nizza, später eine Oper in vier Akten von Johann Friedrich Kittl nach Wagners Libretto). Aber von einigen, u. a. von Gutzkow, wurde schon damals der überbordende Detailreichtum der historischen Romane Königs bemängelt.
Heute ist Königs Werk vergessen.

## Werke
- Wyatt (Trauerspiel, 1818)
- Ottos Brautfahrt (Drama, 1826)
- Die Wallfahrt. Eine Novelle. (1829)
- Rosenkranz eines Katholiken (1829)
- Leibwacht und Verfassungwacht (Denkschrift, 1831)
- Die hohe Braut (Roman, 1833, Digitalisat der 2. Auflage von 1844: Bd. 1, Bd. 2, Bd. 3)
- Waldenser (historischer Roman, 2 Bde., 1836)
- Die Bußfahrt (Trauerspiel, 1836, Digitalisat)
- Literarische Bilder aus Rußland (1837, Digitalisat)
- Williams Dichten und Trachten (Shakespeare-Roman, 2 Bde., 1839, Bd. 1 Bd. 2)
- Aus dem Leben (Autobiographisches, 2 Bde., 1840)
- Deutsches Leben in deutschen Novellen (3 Bde., 1842–1844)
- Eine Fahrt nach Ostende (1845)
- Stationen (1846)
- Die Clubisten in Mainz (historischer Roman, 3 Bde., 1847, Bd. 1 Bd. 2 Bd. 3)
- Spiel und Liebe (Novelle, 1849)
- Haus und Welt (Georg Forster-Biographie, 2 Bde., 1852, Digitalisat)
- Auch eine Jugend (Autobiographie, 1852, Digitalisat)
- König Jerômes Carneval (historischer Roman, 3 Bde., 1855)
- Täuschungen. Eine historische Novelle (1857)
- Marianne oder um Liebe leiden.(Roman, 1858)
- Georg Forster (1858)
- Schillerfeier. Fest-Toast (1859)
- Ein Stilleben (Autobiographie, 1861)
- Deutsche Familien (2 Bde., 1862)
- Von Saalfeld bis Aspern (historischer Roman, 3 Bde., 1864)
- Was ist die Wahrheit von Jesu? (1867, Digitalisat)
- Eine Pyrmonter Nachkur (1869)

Werkausgaben:
- Gesammelte Schriften. (20 Bde., 1854–1868)
- Ausgewählte Romane (15 Bde., 1875)

Als Herausgeber:
- Rudolf Eickemeyer: Denkwürdigkeiten des Generals Eickemeyer (1845, Digitalisat)